# Romas Kirveliavičius
Romas Kirveliavičius (Druskininkai, 5 de marzo de 1988) es un jugador de balonmano lituano, nacionalizado austriaco, que juega de lateral izquierdo en el JAGS Vöslau. Es internacional con la selección de balonmano de Austria.

## Palmarés

### Margareten
- Liga de Austria de balonmano (1): 2011
- Copa de Austria de balonmano (3): 2009, 2012, 2013

## Clubes
- HC Vilnius ( -2008)
- HB Fivers Margareten (2008-2014)
- SG BBM Bietigheim (2014-2015)
- Coburg 2000 (2015-2018)
- HBW Balingen-Weilstetten (2018-2021)
- UHK Krems (2021-2023)
- JAGS Vöslau (2023- )